# France 3 Franche-Comté
France 3 Franche-Comté est une des antennes régionales de France 3, émettant sur la Franche-Comté et le Pays de Gex, qui est basée à Besançon. Issue de France 3 Bourgogne Franche-Comté, à la suite de la réorganisation de France Télévisions début 2010 consécutive à l'opération de fusion-absorption des chaines du service public dictée par la loi sur l'Audiovisuel Public, l'antenne franc-comtoise est désormais autonome. L'antenne est partie prenante du Pôle Nord Est de France Télévisions, couvrant un quart de la France de Lille à Besançon, et employant plus de mille salariés. Elle appartient désormais à la direction régionale de France 3 Bourgogne Franche-Comté.

## Historique

### Des origines à l'indépendance de l'antenne franc-comtoise
Télé Bourgogne Franche-Comté, basée à Dijon, 11e antenne régionale de l'ORTF, ouvre le 29 octobre 1965. Le premier programme diffusé est le journal régional de Franche-Comté. Elle traite également parfois de l'information du Pays de Gex.
La loi du 7 août 1974 sur la réforme de l'audiovisuel prévoit la dissolution de l'ORTF au profit de sept sociétés autonomes avec effet le 31 décembre 1974. Parmi elles, France Régions 3, qui récupère non seulement la gestion de la troisième chaîne, mais également des antennes régionales de radio et de télévision de l'ex-office (y compris en outre-mer). Dans le cadre de la réforme de l'audiovisuel, Télé Bourgogne Franche-Comté devient FR3 Bourgogne Franche-Comté le 6 janvier 1975 et passe à la couleur en 1980. En 1981 sont inaugurés des nouveaux bureaux Franc-Comtois pour France 3 Bourgogne Franche-Comté dans le secteur de La Gare d'eau à Besançon.

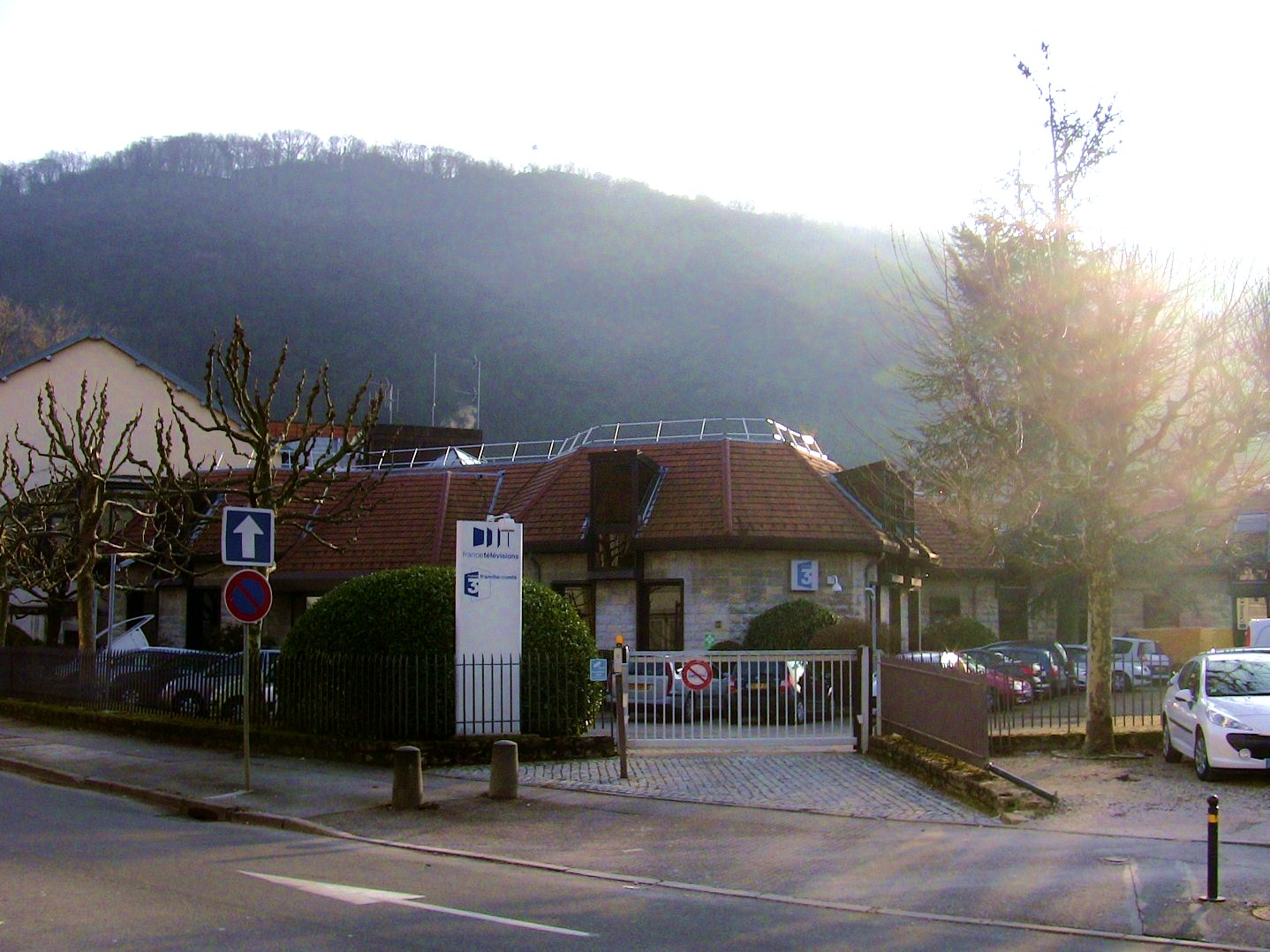
Les bureaux francs-comtois de FR3 depuis 1981.

Le 7 septembre 1992, FR3 change de nom et devient France 3 pour former avec Antenne 2 (devenue France 2) le groupe France Télévision. FR3 Bourgogne Franche-Comté devient alors France 3 Bourgogne Franche-Comté. En 2003, les régies et studios de Besançon passent au numérique afin de se préparer à la télévision numérique terrestre.
Le 4 janvier 2010, France 3 Bourgogne Franche-Comté devient France 3 Bourgogne qui récupère les bureaux de l'antenne régionale historique à Dijon, et France Télévisions crée France 3 Franche-Comté qui récupère les bureaux bisontins et la diffusion des programmes régionaux de France 3 en Franche-Comté.
Le 1 janvier 2017, France 3 Bourgogne Franche-Comté est recréée et regroupe dorénavant les contenus bourguignons et franc-comtois de France 3 sur un site internet et une page YouTube commune. Les 2 rédactions gardant néanmoins pour le moment une totale autonomie.

## Audiences
France 3 Franche-Comté est la seule chaîne locale en Franche-Comté. Le 19/20 est le plus regardé de tous les journaux régionaux des 24 stations de France 3 entre septembre et novembre 2011, avec 30 % de part d'audience, alors que la moyenne nationale est de 17,8 %. C'est environ 113 000 téléspectateurs qui regardent le journal[réf. souhaitée]. En juin 2020, le 19/20 régional réalise 24 % de part de marché, ce qui représente plus de 90 000 téléspectateurs francs-comtois.

## Identité visuelle
Le 29 janvier 2018, France 3 dévoile le nouveau logo pour la région et locale Franche-Comté, qui a été mise à l'antenne depuis le 29 janvier 2018.

### Identité visuelle (logo)

Logo de FR3 Bourgogne Franche-Comté du 6 mai 1986 au 23 novembre 1987.
Logo de France 3 Bourgogne Franche-Comté du 7 septembre 1992 au 6 janvier 2002.
Logo de France 3 Bourgogne Franche-Comté du 7 janvier 2002 au 6 avril 2008.
Logo alternatif  de France 3 Bourgogne Franche-Comté de 2006 au 7 avril 2008 et officiel du 7 avril 2008 au 3 janvier 2010.
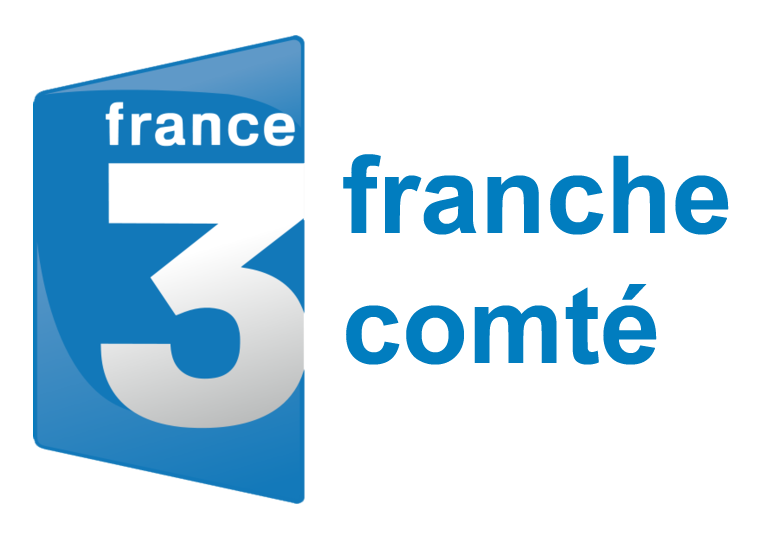
Logo de France 3 Franche-Comté du 4 janvier 2010 au 28 janvier 2018.
Logo de France 3 Franche-Comté depuis le 29 janvier 2018.

### Dirigeants

#### Direction de France 3
- Delphine Ernotte, présidente directrice générale

#### Direction de France Télévisions Bourgogne Franche-Comté
- Pascale Pfister, directrice régionale.

#### Antenne de France 3 Franche-Comté
- Chef de centre : Damien Péclet
- France 3 Franche-Comté se compose d'environ 100 personnes : 40 journalistes et 50 personnels techniques et administratifs[Quand ?].

### Rédaction et bureaux excentrés
La rédaction de France 3 Franche-Comté est située à Besançon.
Rédaction
- Besançon

Bureaux excentrés
- Lons-le-Saunier
- Montbéliard
- Vesoul
- Pontarlier

## Diffusion
La diffusion des programmes est en numérique. Certains émetteurs de diffusion étant très puissants, il arrive de voir apparaître France 3 Franche-Comté sur certains téléviseurs bourguignons, en plus de France 3 Bourgogne.

## Slogans
- 1992-2001 : « France 3, la télé qui prend son temps »
- 2001-2010 : « France 3, de près, on se comprend mieux »[2]
- 2010-2011 : « France 3, avec vous, à chaque instant »
- 2011-2012 : « Entre nous, on se dit tout »
- 2012-2013 : « Vous êtes au bon endroit »
- 2013 : « Depuis 40 ans, vous êtes au bon endroit »
- Novembre 2013 : « Nos régions nous inspirent, nos régions vous inspirent »
- Septembre 2018 : « Sur France 3, vous êtes au bon endroit »